# Nöschenrode

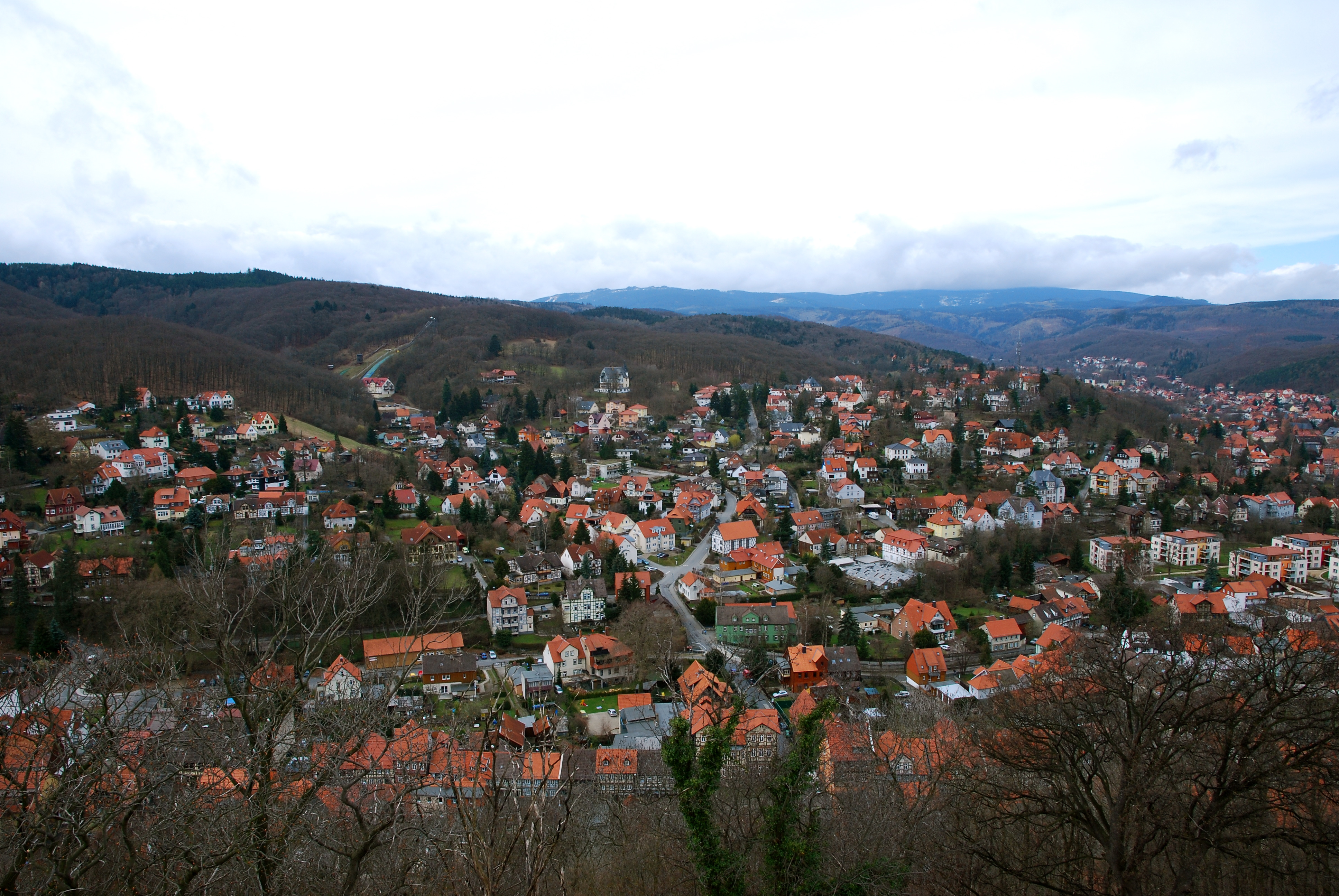
Blick vom Schloss auf Nöschenrode und den Lindenberg (2010)

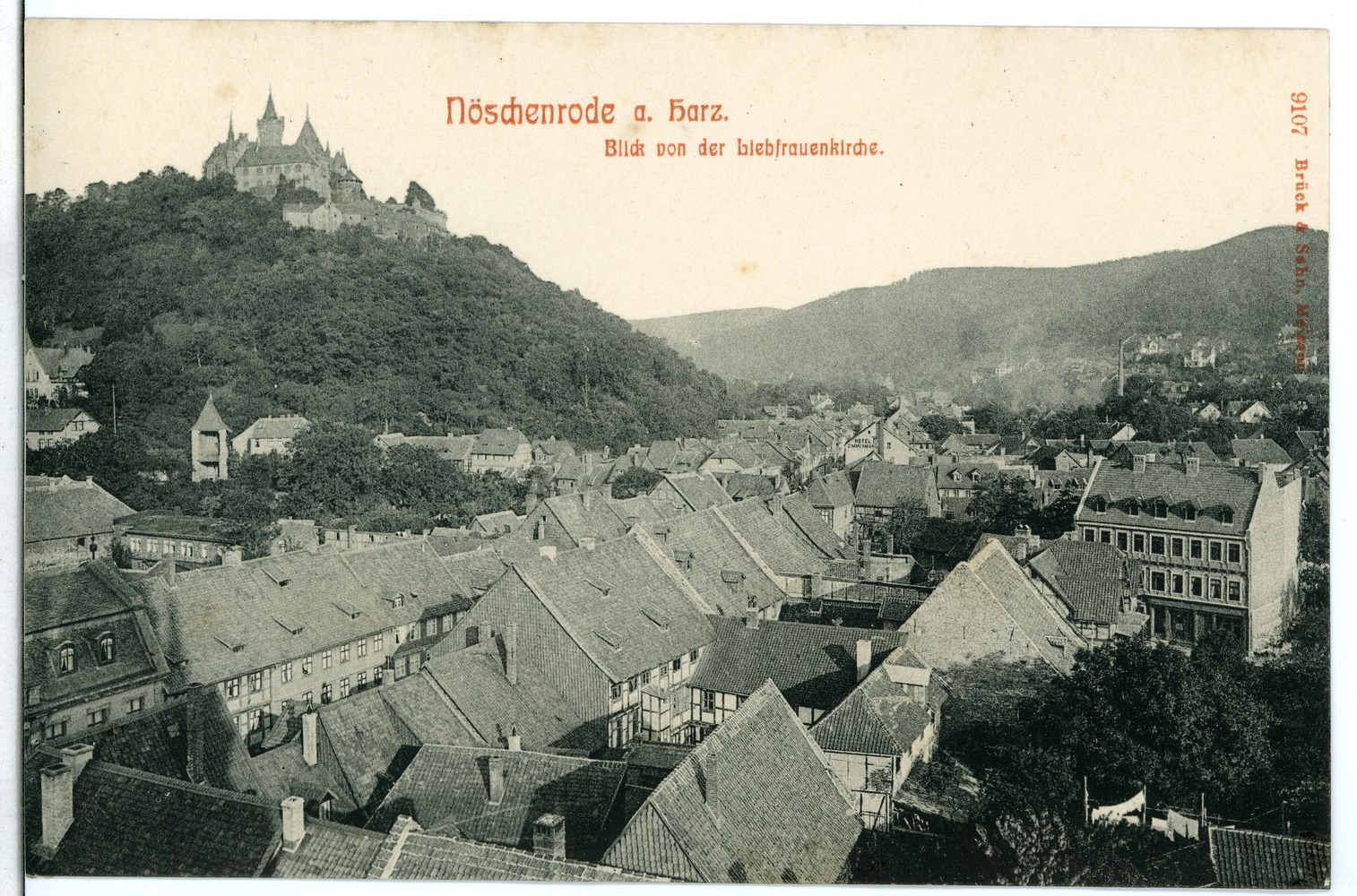
Nöschenrode – Blick von der Liebfrauenkirche (1907)

Nöschenrode ist ein Stadtteil Wernigerodes in Sachsen-Anhalt.

## Geografische Lage
Nöschenrode liegt am Fuße des Harzes im Mühlental. Durch den Ort fließt der Zillierbach, der von der Zillierbachtalsperre kommt. Durch den Ort verläuft die Bundesstraße 244.

## Geschichte
Eine erste Erwähnung findet der Flecken Nöschenrode als Hörigensiedlung Noscherot im Jahr 1370 in einer Urkunde. Der Ort entstand unterhalb von Schloss Wernigerode und gehörte zur Grafschaft Wernigerode. Am Ufer des Zillierbaches im Mühlental befanden sich mehrere Mühlen, die schon 1417 erwähnt wurden, darunter eine Sägemühle, Ölmühle und Marmormühle. 1507 wurde eine gräfliche Schenke erwähnt, die bis in das 20. Jahrhundert als Gasthof zum Goldenen Hirsch betrieben wurde. 1598 wurde das Gemeindehaus am Burgtor erbaut, das als Amtshaus bekannt ist und als Restaurant dient. Seit dem 17. Jahrhundert gibt es das Schützenwesen, das auf dem Anger am Großen Bleek über ein Schützenhaus verfügte. Mit dem Erhalt der Holzgerechtigkeit erhielt der Ort wirtschaftlichen Aufschwung. Zum 30. September 1929 wurde Nöschenrode nach Wernigerode eingemeindet.

### Einwohnerentwicklung
| - 1725: 0553 - 1750: 0643 - 1773: 0721 - 1805: 0924 - 1824: 0942 | - 1832: 1060 - 1840: 1108 - 1852: 1132 - 1861: 1249 - 1871: 1466 | - 1880: 1764 - 1890: 1924 - 1900: 2062 - 1905: 2007 - 1910: 1825 |

## Sehenswürdigkeiten
- Wildpark im Christianental
- Theobaldikapelle und Schlossfriedhof
- Kreuzkirche unterhalb des Lindenbergs
- Kriegerdenkmal an der Promenade

## Persönlichkeiten

### Söhne und Töchter des Ortes
- Heinrich Horn (um 1480–1553), Theologe
- Heinrich Ernst Bindseil (1803–1876), Bibliothekar und Historiker
- Ernst Rose (1821–vor 1893), Bergmann und Fotograf
- Wilhelm Brunotte (1844–1924), Pädagoge und Heimatforscher
- Gustav Trittel (1865–1929), Pädagoge und Reichstagsabgeordneter
- Friedrich Bothe (1869–1952), Historiker in Frankfurt am Main
- Wilhelm Grosse (1873–1946), Schauspieler
- Friedrich Lent (1882–1960), Jurist und Reichstagsabgeordneter (Deutsche Volkspartei)
- Hans Holfelder (1891–1944), Chirurg, Radiologe, Hochschullehrer und SS-Führer
- Fritz Nötzoldt (1908–1987), Buchhändler, Kabarettist, Lektor und Autor in Heidelberg

### Persönlichkeiten, die im Ort gewirkt haben
- Johann Ludwig Konrad Allendorf (1693–1773), Kirchenlieddichter
- Victor Aimé Huber (1800–1869), Literaturhistoriker und Sozialpolitiker, starb in Nöschenrode
- Ernst Helbig (1802–1866), Maler der Romantik, lebte lange Zeit in Nöschenrode
- Paul Kilburger (1863–1951), Architekt, fürstlicher Kammer- u. Baurat